# Mafileo Kefu
Pas d'image ? Cliquez ici

a Compétitions nationales et continentales officielles uniquement.

b Matchs officiels uniquement.
Dernière mise à jour le 30 octobre 2021.
Mafileo Kefu (dit Mafi), né le 5 février 1983 à Brisbane (Australie), est un joueur de rugby à XV international tongien qui évolue au poste de centre.

## Biographie
Il est le jeune frère de Toutai Kefu et Steve Kefu. Leur père était déjà international tongien.

## Carrière
- 1990-2004 : Souths Rugby UC (Brisbane)  Australie
- 2003 : Queensland Reds  Australie
- 2004-2005 : US Tours  France
- 2005-2007 : US Dax  France
- 2007-2011 : RC Toulon  France
- 2011-2012 : US Dax  France
- 2012 : Bay of Plenty  Nouvelle-Zélande

## Palmarès
3 sélections avec les Tonga 3 en 2012

### En club
US Dax
- Vainqueur des phases finales de Pro D2 : 2007 (Face au Stade rochelais)

RC Toulon
- Champion de France de Pro D2 : 2008
- Demi-Finaliste du Top 14 : 2010 (Face à l'ASM Clermont)
- Finaliste du challenge européen : 2010 (Face aux Cardiff Blues)

### En équipe nationale
- Équipe d'Australie -21 ans : participation à deux coupes du monde
- Équipe d'Australie -19 ans
- Équipe d'Australie -16 ans
- Équipe des Tonga